# 局部高碳酸血症
局部高碳酸血症（英語：Hypercapnia）是人体局部血液中二氧化碳(CO2)水平异常升高并导致明显症状的情况。二氧化碳是身体代谢的气态产物，通常通过肺排出体外。 
全局性的高碳酸血症通常会引发增强呼吸和接触氧气反应，例如当睡眠时觉醒和转头。如果无法进行这类反应，将有可能致命，就像婴儿突然死亡.
全局性的高碳酸血症早期中毒症狀有 : 面部潮紅（flushed skin）、脈搏加快（full pulse）、呼吸急促（Tachypnea）、呼吸不順（Dyspnea）, 心室早搏（premature ventricular contraction）、肌肉抽搐（muscle twitches）, 手抖（hand flaps）, 神經活動減低(reduced neural activity), 与可能的血压升高。
相较而言，局部高碳酸血症的症状不如或者远不如全局的明显，比如在颈动脉狭窄患者中，这种高碳酸血症的影响范围只限于颅脑跟颈部区域，然而有些病患就出现“嗜睡、突然失语、肢体麻木、易激怒”这些明显症状，病变影响智商乃至使病患达到智力残疾程度。这种不是常规的高碳酸血症，容易出现病患症状很严重但做了一大堆检查无法查到病理的矛盾，此外病变使得病患配合程度很差，如此容易误诊为慢性的精神或心理疾病带来更大的恶性影响（这种慢性影响到一定时期后，还不局限在病患本身，病患的易激怒等产生的恶性影响可能扩大到针对周边人员的范围）。
嗜睡型抑郁症、非典型抑郁症、发作性睡病2型、严重慢性疲劳综合症这些与中枢特发性嗜睡症的持续嗜睡均科研上病理不明，均依赖排他性的诊断方式，有可能这几类病症的病理分型存在很大的重叠或者完全重叠。
针对以上几样至今科研上病理不明的嗜睡症，一个病理假说为觉醒控制核团（复旦大学等团队发现临床上有每日睡眠量超过20小时三例重度嗜睡患者的下丘脑室旁核功能受损，并通过动物实验复现这样的觉醒控制核团的病变及症状，如下丘脑室旁核；临床上的下丘脑综合症往往也会引发严重嗜睡）旁边的小血管堵住（小于1MM病变的话那么3T磁共振成像基本都看不见，3T磁共振基本是各大医院的最高场强磁共振设备了；进一步而言，即便全球最高端临床磁共振设备扫描此部位，1MM的分辨率限制也不一定提高多少，依旧存在盲点）导致二氧化碳超标，超标二氧化碳成为天然的7*24小时麻醉剂（比如科研上病理明确的引发高碳酸血症的超标二氧化碳，但这里是非常局部性的乃至处于常规磁共振成像盲区，病理假说如被证实可归类为局部高碳酸血症），从而引发嗜睡等复杂症状。举例说明，人体下丘脑室旁核大小就3-5MM，受损会导致超过每日20小时的严重嗜睡，那么小于1MM的病变引起当前临床手段查不出来的明显嗜睡是完全可能的，从相对数而言病患比例很低但从绝对数而言病患总数估计不少，该假说期待动物实验等的进一步证实。
以上几个嗜睡相关病症的该病理假说如被证实，那么也可归类为局部高碳酸血症，进一步地可能属于亚毫米的局部高碳酸血症。
由于依赖常规手段难以诊断就难以精准治疗，长年累月的误诊导致这种疾病带来的危害可能很巨大。